# Kerguelenstern
De kerguelenstern (Sterna virgata) is een zeevogel uit de familie van de meeuwen (Laridae) en de geslachtengroep sterns (Sternini).

## Kenmerken
Deze stern is 31 cm lang. De kerguelenstern kan verward worden met de zuidpoolstern (S. vittata) die in hetzelfde zeegebied voorkomt. De kerguelenstern is echter donkerder, kleiner met kortere vleugels, staart en snavel.

## Verspreiding
Deze soort komt voor op de onherbergzame eilanden in het zuidelijk deel van de Indische Oceaan. Deze soort telt twee ondersoorten:
- S. v. virgata: Kerguelen.
- S. v. mercuri: de Crozeteilanden en de Prins Edwardeilanden.

Deze sterns zijn min of meer standvogel op de rotsige eilanden en broeden op stenige hellingen en langs rivierbeddingen. Ze foerageren in de buurt van de brandingszone. Buiten de broedtijd blijven ze in het zeegebied rond de eilanden waarop ze hebben gebroed.

## Status
De grootte van de populatie werd in 2016 door BirdLife International geschat op 2,3 tot 4,3 duizend volwassen individuen. Zware stormen vormen een bedreiging voor het broedsucces en kleine populaties op de Prins Edwardeilanden zijn kwetsbaar. Op de andere eilanden zijn de aantallen vrij stabiel, hoewel predatie door het toenemend aantal subantarctische grote jagers (Stercorarius antarcticus) een potentieel risico vormt. Om deze redenen staat deze soort als gevoelig op de Rode Lijst van de IUCN.